# Jilinus hulongense
 (juin 2022).
Genre
Espèce
Synonymes
- Oedothorax hulongensis Zhu & Wen, 1980

Jilinus hulongense, unique représentant du genre Jilinus, est une espèce d'araignées aranéomorphes de la famille des Linyphiidae.

## Distribution
Cette espèce se rencontre en Chine, en Corée du Sud et en Extrême-Orient russe.

## Description
Le mâle paratype mesure 2,40 mm et les femelles de 2,75 à 3,20 mm.
Le mâle décrit par Lin, Lopardo et Uhl en 2022 mesure 1,90 mm et la femelle 2,46 mm, les mâles mesurent de 1,66 à 1,94 mm et les femelles de 2,17 à 2,70 mm.

## Systématique et taxinomie
Cette espèce a été décrite sous le protonyme Oedothorax hulongensis par Zhu et Wen en 1980. Elle est placée dans le genre Jilinus par Lin, Lopardo et Uhl en 2022.

## Étymologie
Son nom d'espèce, composé de hulong et du suffixe latin -ense, « qui vit dans, qui habite », lui a été donné en référence au lieu de sa découverte, Helong.

## Publications originales
- Zhu & Wen, 1980 : « A preliminary report of Micryphantidae (Arachnida: Araneae) from China. » Journal of the Bethune Medical University, vol. 6, no 4, p. 17-24.
- Lin, Lopardo & Uhl, 2022 : « Evolution of nuptial-gift-related male prosomal structures: taxonomic revision and cladistic analysis of the genus Oedothorax (Araneae: Linyphiidae: Erigoninae). » Zoological Journal of the Linnean Society, vol. 195, no 2, p. 417-584.